# Metal Slug
Metal Slug (メタルスラッグ?, Metaru Suraggu) è un videogioco run and gun del 1996 sviluppato da Nazca Corporation e originariamente pubblicato da SNK per il sistema arcade Neo Geo MVS. Ambientato nel 2028, il titolo segue le vicende dei soldati della Peregrine Falcon Strike Force, Marco Rossi e Tarma Roving, mentre cercano di rovesciare un colpo di stato dell'Esercito Ribelle, guidato da Donald Morden.
Metal Slug è stato concepito dallo stesso staff che ha creato diversi titoli presso Irem con una presentazione simile, come In the Hunt e GunForce II. Il concetto di base durante lo sviluppo era uno sparatutto a scorrimento laterale semplice ma avvincente, con un sistema di controllo intuitivo e una grafica ispirata alle opere di Hayao Miyazaki. Il gameplay era originariamente più lento, con i giocatori che controllavano il carro armato del titolo invece dei soldati, in missioni più brevi e meno complesse, dall'atmosfera più cupa. Il progetto fu pesantemente rivisto dopo le scarse reazioni durante i test di localizzazione, e la durata del gioco fu estesa su richiesta di SNK per renderlo più appetibile per i giocatori console, incorporando al contempo più elementi platform nel suo design.
Al suo rilascio, Metal Slug ottenne un'accoglienza positiva da parte degli utenti e della critica, che ne lodarono il senso dell'umorismo, le fluide animazioni disegnate a mano e la frenetica azione a due giocatori. Fu poi incluso in compilation e ripubblicato tramite servizi di download per altre piattaforme. Il suo successo portò alla nascita di un franchise con numerosi sequel, remake e spin-off, a partire da Metal Slug 2, pubblicato nel 1998.

## Trama
La storia si sviluppa all'inizio dell'era del terrorismo di inizio Duemila, ma i nemici sono in parte ispirati all'armamento della seconda guerra mondiale; il simbolo dell'armata nemica è una croce nera entro un cerchio bianco su sfondo rosso, ovvero una parodia della svastica. Due fazioni militari si contendono il potere: da un lato un movimento clandestino chiamato la Ribellione, dall'altro l'Esercito Regolare. Quest'ultimo è bene equipaggiato e formato da soldati provenienti da varie parti del globo. La Ribellione è invece organizzata da piccole cellule sparse, composte da militari addestrati e terroristi, che hanno l'unico scopo di raggiungere il potere.

## Modalità di gioco
Il gameplay di Metal Slug ricorda quello di Contra, in cui i giocatori assumono il ruolo del capitano Marco Rossi e del tenente Tarma Roving della Peregrine Falcon Strike Force, sparando costantemente a un flusso continuo di nemici per completare ogni missione. A questo punto, i giocatori affrontano un boss, che di solito è considerevolmente più grande e resistente dei nemici normali. Durante ogni livello, i giocatori possono raccogliere armi sempre più potenti: dalla mitragliatrice pesante al lanciarazzi, passando per bombe a mano e gli omonimi carri armati. Conosciuti come SV-001 e SV-002, questi mezzi pesanti aumentano l'attacco del giocatore e ne aumentano considerevolmente la difesa.
Oltre a sparare, i giocatori possono eseguire attacchi corpo a corpo usando un coltello. Il giocatore non muore entrando in contatto con i nemici e, di conseguenza, molte delle truppe nemiche dispongono di attacchi corpo a corpo. Gran parte dello scenario del gioco è distruttibile e, occasionalmente, questo rivela oggetti extra o potenziamenti. Nel corso di un livello, il giocatore incontra prigionieri di guerra (POW), che, se liberati, offrono al giocatore dei bonus sotto forma di oggetti o armi casuali. Alla fine di ogni livello, il giocatore riceve un bonus di punteggio in base al numero di POW liberati. Se il giocatore muore prima della fine del livello, il conteggio dei POW liberati torna a zero. Essere colpiti dal fuoco nemico, scontrarsi contro ostacoli solidi o cadere dal livello comporterà la perdita di una vita e, una volta perse tutte le vite, la partita termina.
Ci sono un totale di sei missioni che si svolgono in luoghi come foreste, città presidiate, valli montane innevate, canyon e basi militari. La stragrande maggioranza dei nemici sono soldati equipaggiati con armi adatte al loro ruolo specifico. Sono presenti diversi nemici meccanizzati, come carri armati, artiglieria mobile, aerei, veicoli trasporto truppe e mezzi tecnici. Gran parte dell'umorismo del titolo deriva dal modo in cui vengono rappresentati i nemici: il giocatore li incontra spesso mentre prendono il sole, arrostiscono cibo sul fuoco o conversano. Tendono a urlare forte se vedono il giocatore e spesso cercano di scappare o di contrattaccare.

## Rimasterizzazioni
All'inizio disponibile solamente per Neo Geo Multi Video System e per AES (Advanced Entertainment System), Metal Slug venne successivamente distribuito per Neo Geo CD.
Nel 1997 è stato effettuato il port da parte di Ukiyotei per Sega Saturn e per PlayStation. La versione per il Saturn era disponibile in due versioni, la 1.002 e la 1.005, quest'ultima che correggeva alcuni bug minori. Il titolo per PlayStation, distribuito dalla SNK, includeva alcuni minigiochi.
Il 30 marzo 2007 è uscito Metal Slug Anthology. Il titolo, che raccoglie sette titoli della serie, era disponibile per PlayStation 2, PSP e Wii.

## Accoglienza
Metal Slug ottenne una risposta positiva fin dalla sua uscita iniziale. In Giappone, la rivista Game Machine lo elencò nel numero del 1º giugno 1996 come la settima unità arcade di maggior successo del mese. In Nord America è stato uno dei dieci videogiochi arcade con i maggiori incassi del 1996.
Electronic Gaming Monthly ha criticato pesantemente la difficoltà ingiusta del gioco e le morti con un colpo solo, osservando che giocare alla versione arcade richiede una quantità eccessiva di monete, mentre la mancanza di un'opzione per i continui limitati nella versione Neo Geo AES significa che i giocatori di tutti i livelli di abilità possono completarlo in una sola sessione, senza alcuna motivazione a giocare di nuovo o migliorare le proprie abilità. Tuttavia, i quattro recensori hanno anche concordato sul fatto che il gioco è divertente, principalmente grazie alle sue animazioni fluide e divertenti. Major Mike di GamePro ha concordato sul fatto che la versione Neo Geo soffra di una bassa longevità, con troppi pochi livelli e una completa mancanza di rigiocabilità, e ha anche criticato il rallentamento del gioco, ma Mike ha approvato la grafica, la musica e l'arsenale di armi, e ha riassunto il gioco come "un tour de force a scorrimento laterale che fa impallidire i recenti sparatutto Neo a scorrimento laterale, comprese le offerte di piattaforme più forti del sistema come Cyber-Lip e Top Hunter". Brett Alan Weiss e Kyle Knight di AllGame hanno elogiato il suo stile visivo unico disegnato a mano, il gameplay raffinato, i controlli semplici, l'azione intensa, l'umorismo e il valore di rigiocabilità, ma hanno criticato il rallentamento del gioco quando sono presenti molti oggetti sullo schermo, la lunghezza complessiva e hanno trovato la musica nella media. In conclusione, Knight ha considerato il titolo come uno dei migliori sparatutto a scorrimento laterale sul Neo Geo. Nuktos di Jeuxvideo.com ha elogiato la grafica colorata, l'umorismo, il gameplay e il sound design, ma ne ha criticato la breve durata.
La conversione per Sega Saturn è stata ben accolta per essere una fedele adattamento arcade, ma i critici hanno notato che il gioco non avrebbe funzionato senza la cartuccia di espansione RAM da 1 MB. Steve Rey di Computer and Video Games ha elogiato la selezione delle armi, l'attenzione ai dettagli, l'umorismo e la modalità a due giocatori. Un recensore di Next Generation ha recensito il porting per Saturn, affermando che "alla fine, Metal Slug non è un gioco su cui i giocatori saranno davvero ossessionati. Tuttavia, il gameplay facile ed emozionante farà sì che i giocatori ci tornino spesso, il che è probabilmente il motivo per cui SNK ha deciso di portarlo negli Stati Uniti". I lettori della rivista giapponese Sega Saturn Magazine hanno votato per dare all'iterazione di Saturn un punteggio di 8,6305 su 10, classificandosi al 185° posto. Un recensore di NowGamer ha criticato la conversione per PlayStation per la sua mancanza di rigiocabilità a parte la modalità "Combat School", tuttavia ha elogiato il gameplay per essere divertente a breve termine.